# 小松久
小松 久（こまつ ひさし、1945年2月10日 - ）は、日本のミュージシャン。東京都生まれ。

## 人物
- ヴィレッジ・シンガーズのリーダーでありギタリストとしての活動が知られており、ザ・スパイダース映画でも演奏で出演したり、ヴィレッジ・シンガーズ主演映画も製作されるなど、グループ・サウンズ時代には“GSの貴公子”として人気を集めていた。
- ヴィレッジ・シンガーズが1971年に解散した後、音楽ディレクターに転身。日本コロムビアでは内藤やす子を、CBSソニーではシブがき隊・レベッカ・TUBEらを、ビーイングではTUBEやZARDなどを担当した。
- ビーイング在籍時には、ZARDや大黒摩季・WANDS・DEENが所属する1993年に設立されたB-Gram RECORDSの代表を務め、多数のミリオンヒットを輩出した。
- 2000年にビーインググループを退職し、2002年からヴィレッジ・シンガーズを再結成して活動を再開すると、それと並行して「とりづかこまつ」、「鳥塚しげき&ホットケーキ」、「ダーティサーティーズ」など、何組かのユニットにも加わり、ライブ活動も積極的に行っている。
- また、ジェームズ・バートンを尊敬しており、バートンが愛用するフェンダー・テレキャスターを小松自身も愛用している（ただし、12弦ギターはリッケンバッカーを使用）。
- NHK教育テレビジョン『趣味悠々』の「楽しく弾こう! 大人のエレキ・ギター」講座の講師として出演したこともある。

## ディレクター作品
TUBE
『Beach Time』『Remember Me』『SUMMER CITY』『N・A・T・S・U』『湘南』『納涼』『浪漫の夏』ほか
ZARD
『HOLD ME』『揺れる想い』『OH MY LOVE』『forever you』ほか